# Сельское поселение «Хара-Шибирь»
Сельское поселение «Хара-Шибирь» (бур. Хара Шэбэрын hомон) — муниципальное образование в составе муниципального района «Могойтуйский район» Агинского Бурятский округа в Забайкальском крае Российской Федерации.
Административный центр — село Хара-Шибирь
Глава сельского поселения — Гомбоев Белик Кимович

## География
Территория — 4451 га. Представляет собой равнины и плоскогорья.

## Население
| 2010  | 2011  | 2012  | 2013  | 2014  | 2015  | 2016  |
| ----- | ----- | ----- | ----- | ----- | ----- | ----- |
| 1642  | ↘1635 | ↘1605 | ↘1550 | ↘1514 | ↘1505 | ↘1498 |
| 2017  | 2018  | 2019  | 2020  | 2021  |       |       |
| ↘1483 | ↘1469 | ↘1453 | ↘1424 | ↘1286 |       |       |

## Местное самоуправление
Главы сельского поселения
- с 2005 по 2015 год Лубсанцыренов Дашидондок Чимитович
- с 2015 года - Гомбоев Белик Кимович

## Экономика
- колхоз имени Кирова, специализация семеноводство и животноводство[14].

## Транспорт
По территории сельского поселения проходит автомобильная дорога Могойтуй — Олочи.